# Punjab (Pakistan)

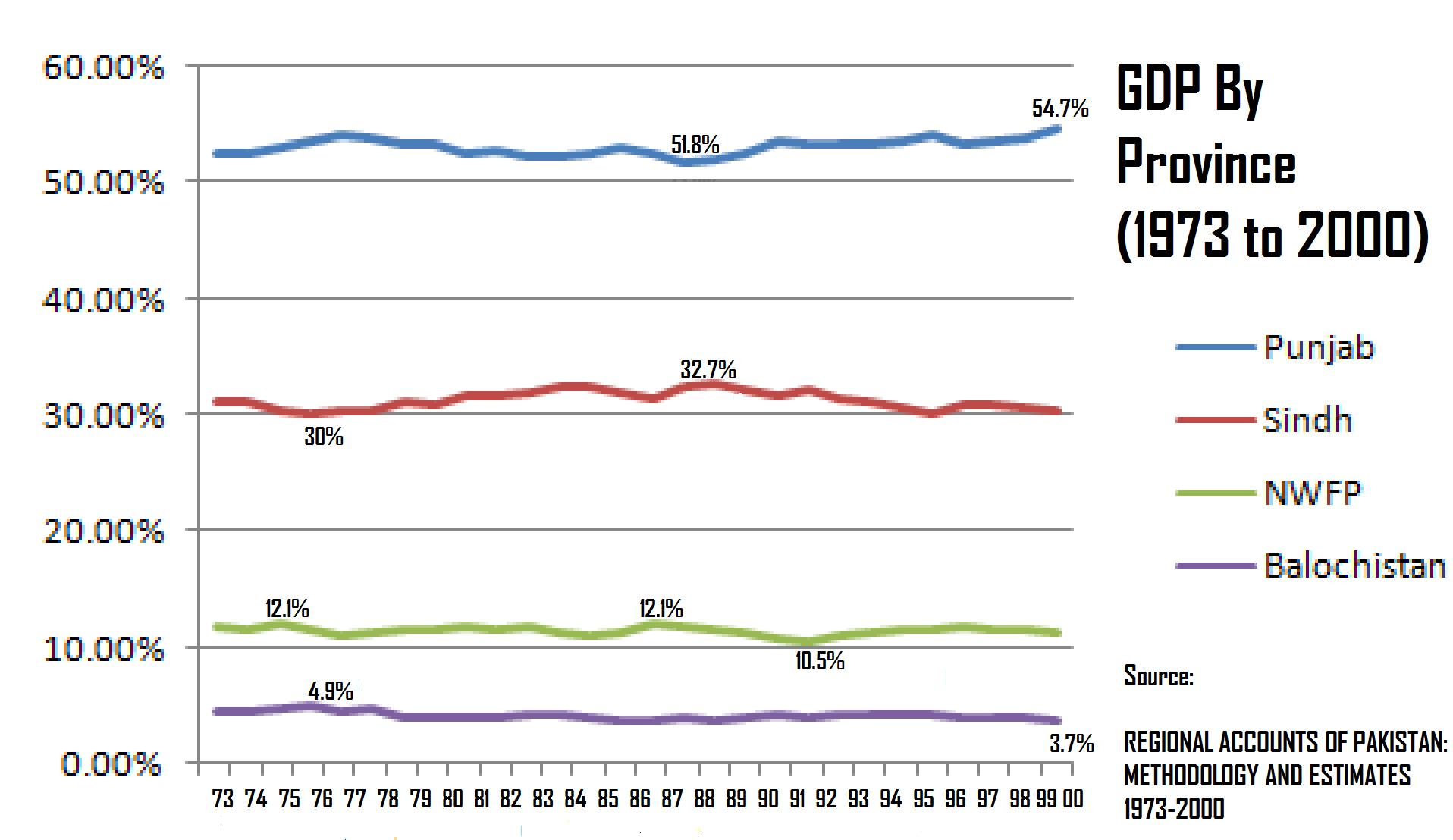
Provinzen in Pakistan nach Wirtschaftsleistung 1973–2000 (als Anteil an der gesamten Wirtschaft des Landes)

Einteilung der Provinz Punjab in Distrikte

Punjab oder Pandschab (Panjabi und Urdu پنجاب) ist die bevölkerungsreichste Provinz Pakistans. Sie umfasst den pakistanischen Teil der Großlandschaft Punjab, hat eine Fläche von 205.344 km² und 127.688.922 Einwohner laut dem Zensus aus dem Jahr 2023. Die Hauptstadt Punjabs ist Lahore. In der Provinz lebt mehr als die Hälfte der pakistanischen Bevölkerung.

## Etymologie
Punjab wurde im Rigveda als Sapta Sindhu bezeichnet, was „Land der sieben Flüsse“ bedeutet. Die Region war den alten Griechen als Pentapotamia (griechisch Πενταποταμία) bekannt, was „Region der fünf Flüsse“ bedeutet. Der Sanskrit-Name für die Region, wie im Ramayana und Mahabharata erwähnt, war Panchanada, „Land der fünf Flüsse“. Die Perser bezeichneten die Region später, nach den muslimischen Eroberungen, als pandsch āb („fünf Wasser“; englisch transkribiert Punjab, „Land der fünf Flüsse“). Das Wort Punjab wurde offiziell im frühen 17. Jahrhundert n. Chr. als eine Elision der persischen Wörter pandsch (fünf) und āb (Wasser) eingeführt. Die fünf Flüsse Chenab, Jhelam, Ravi, Beas und Satluj fließen über den Panjnad in den Indus und schließlich in das Arabische Meer. Von den fünf großen Flüssen des Punjab fließen vier durch die pakistanische Provinz Punjab.

## Geographie
Die Provinz Punjab grenzt an die pakistanischen Provinzen Sindh, Belutschistan und Khyber Pakhtunkhwa – mit der es das Hauptstadtterritorium Islamabad umschließt –, an das teilautonome Asad Jammu und Kaschmir sowie an das indische Unionsterritorium Jammu und Kashmir und die indischen Bundesstaaten Punjab und Rajasthan (im Uhrzeigersinn, beginnend im Südwesten).
Die Provinzhauptstadt des Punjab ist Lahore. Weitere wichtige Städte sind Faisalabad, Rawalpindi, Multan und Gujranwala.
Flüsse von West nach Ost sind der Indus, Jhelam, Chanab, Ravi und der Satluj.
Durch den Punjab verläuft von Peshawar über Lahore bis Wagah ein Abschnitt der Grand Trunk Road.

## Bevölkerung
Die verbreitetsten Muttersprachen in Punjab sind das Panjabi mit 75,2 % der Einwohner und das von einigen als Dialekt des Panjabi betrachtete Saraiki mit 17,4 % der Einwohner. Weitere 4,5 % sprechen Urdu als Muttersprache (Angaben aus der Volkszählung von 1998).
Die Einwohner sind zu 97,2 % muslimischen Glaubens, weitere 2,3 % sind Christen. Von den vor der Teilung Indiens und Punjabs zahlreichen Minderheiten der Hindus (Zensus 1941: 13,3 %) und der Sikh (Zensus 1941: Andere 11,9 %) sind nur zahlenmäßig geringe Reste geblieben.
Die Alphabetisierungsrate in den Jahren 2014/15 bei der Bevölkerung über 10 Jahren liegt bei 63 % (Frauen: 55 %, Männer: 71 %) und ist damit die höchste unter den 4 Provinzen von Pakistan.

### Bevölkerungsentwicklung
Zensusbevölkerung von Punjab seit der ersten Volkszählung im Jahr 1951.
| Zensusjahr | Einwohnerzahl |
| ---------- | ------------- |
| 1951       | 020.540.762   |
| 1961       | 025.463.974   |
| 1972       | 037.607.423   |
| 1981       | 047.292.441   |
| 1998       | 073.621.290   |
| 2017       | 110.012.615   |
| 2023       | 127.688.922   |

## Wirtschaft
Punjab ist die reichste Provinz des Landes und für einen großen Teil der Industrieproduktion des Landes verantwortlich. Punjab hat von allen Provinzen Pakistans die höchste Alphabetisierungs- sowie niedrigste Armutsquote. Mit knapp 40 % der Bevölkerung gehört es zudem zu den am stärksten urbanisierten Teilen des Landes. Der Norden rund um die Hauptstadt Lahore gilt als deutlich wohlhabender als der rückständige Süden der Provinz. Wichtige Sektoren sind die Textilverarbeitung, Bauwirtschaft und die Landwirtschaft.
Aufgrund des großen demographischen Gewichts der Provinz kommt ein großer Teil der Aufwendungen des Staatshaushalts der Provinz Punjab zugute, was Verteilungskämpfe auslöst und Separatismus in anderen Regionen des Landes befeuert, vor allem in Belutschistan und Sindh. Seit der Gründung des Landes ist der Wohlstandsunterschied zwischen der Provinz Punjab und dem Rest des Landes stetig gewachsen.

## Verwaltungsgliederung

### Divisionen

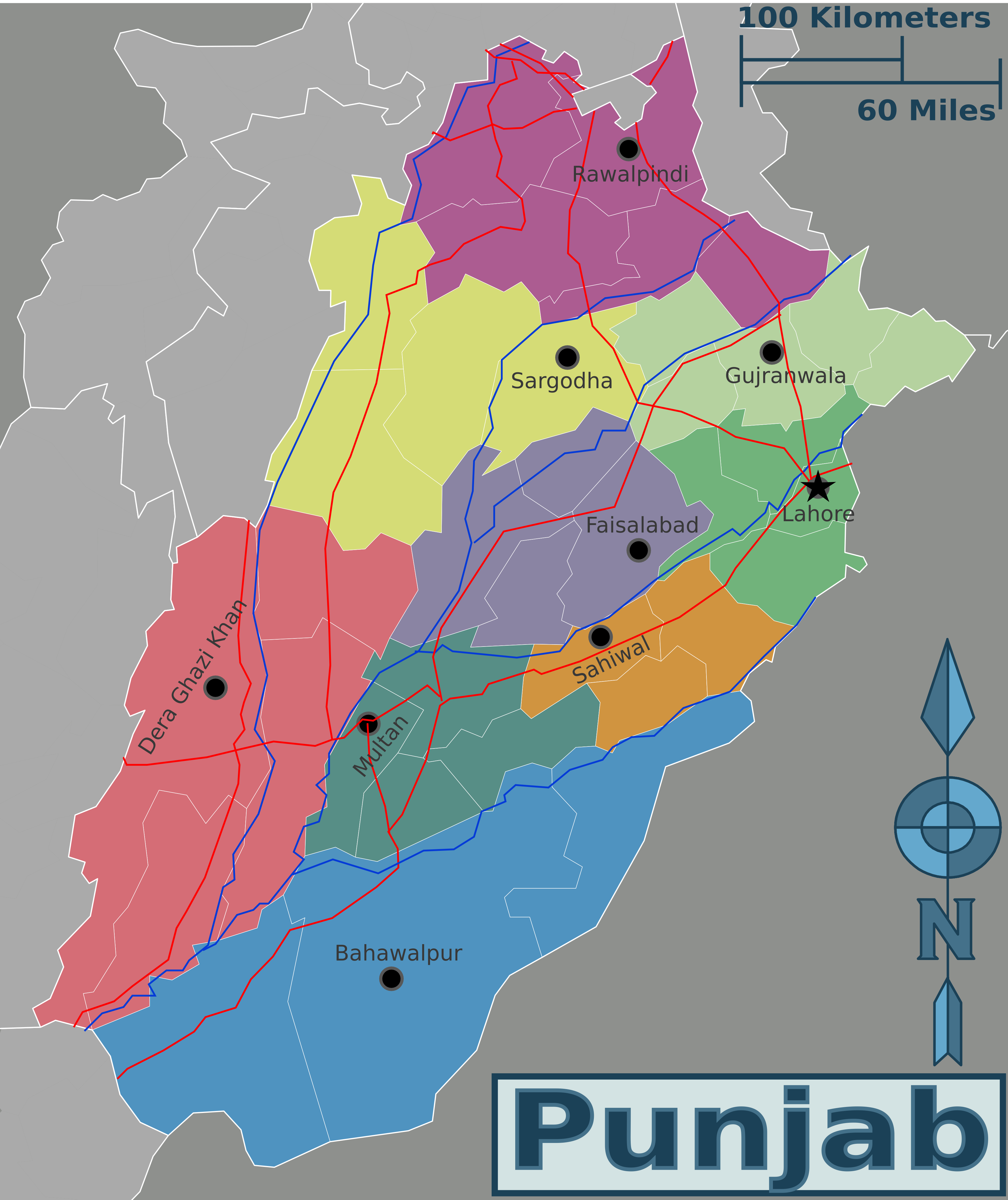
Einteilung der Provinz Punjab in Divisionen

Die Provinz ist in 9 Divisionen gegliedert, die sich wiederum in Distrikte aufteilen.
| Nr. | Divisionen      | Hauptstadt      | Größe (km²) | Bevölkerung (2023) |
| --- | --------------- | --------------- | ----------- | ------------------ |
| 1   | Bahawalpur      | Bahawalpur      | 45.588      | 13.400.009         |
| 2   | Dera Ghazi Khan | Dera Ghazi Khan | 38.778      | 12.892.465         |
| 3   | Faisalabad      | Faisalabad      | 17.917      | 16.228.526         |
| 4   | Gujranwala      | Gujranwala      | 17.206      | 18.778.868         |
| 5   | Lahore          | Lahore          | 16.104      | 22.772.710         |
| 6   | Multan          | Multan          | 21.137      | 14.085.102         |
| 7   | Rawalpindi      | Rawalpindi      | 22.255      | 11.406.496         |
| 8   | Sahiwal         | Sahiwal         | 10.302      | 8.533.471          |
| 9   | Sargodha        | Sargodha        | 26.360      | 9.591.275          |

### Distrikte
Es gibt 37 Distrikte in der pakistanischen Provinz Punjab.
| Nr. | Distrikt        | Hauptstadt      | Größe (km²) | Bevölkerung (2023) | Dichte (Einw./km²) | Division        |
| --- | --------------- | --------------- | ----------- | ------------------ | ------------------ | --------------- |
| 1   | Attock          | Attock          | 6.858       | 2.170.423          | 317                | Rawalpindi      |
| 2   | Bahawalnagar    | Bahawalnagar    | 8.878       | 3.550.342          | 400                | Bahawalpur      |
| 3   | Bahawalpur      | Bahawalpur      | 24.830      | 4.284.964          | 173                | Bahawalpur      |
| 4   | Bhakkar         | Bhakkar         | 8.153       | 1.957.470          | 240                | Sargodha        |
| 5   | Chakwal         | Chakwal         | 6.524       | 1.734.854          | 266                | Rawalpindi      |
| 6   | Chiniot         | Chiniot         | 2.643       | 1.563.024          | 591                | Faisalabad      |
| 7   | Dera Ghazi Khan | Dera Ghazi Khan | 11.922      | 3.393.705          | 285                | Dera Ghazi Khan |
| 8   | Faisalabad      | Faisalabad      | 5.856       | 9.075.819          | 1.550              | Faisalabad      |
| 9   | Gujranwala      | Gujranwala      | 3.622       | 5.959.750          | 1.645              | Gujranwala      |
| 10  | Gujrat          | Gujrat          | 3.192       | 3.219.375          | 1.009              | Gujranwala      |
| 11  | Hafizabad       | Hafizabad       | 2.367       | 1.319.909          | 558                | Gujranwala      |
| 12  | Jhang           | Jhang           | 8.809       | 3.077.720          | 499                | Faisalabad      |
| 13  | Jhelam          | Jhelam          | 3.587       | 1.382.308          | 385                | Rawalpindi      |
| 14  | Kasur           | Kasur           | 4.796       | 4.084.286          | 1.022              | Lahore          |
| 15  | Khanewal        | Khanewal        | 4.349       | 3.364.077          | 773                | Multan          |
| 16  | Khushab         | Khushab         | 6.511       | 1.501.089          | 231                | Sargodha        |
| 17  | Lahore          | Lahore          | 1.772       | 13.004.135         | 7.339              | Lahore          |
| 18  | Layyah          | Layyah          | 6.291       | 2.102.386          | 334                | Dera Ghazi Khan |
| 19  | Lodhran         | Lodhran         | 2.778       | 1.928.299          | 694                | Multan          |
| 20  | Mandi Bahauddin | Mandi Bahauddin | 2.673       | 1.829.486          | 684                | Gujranwala      |
| 21  | Mianwali        | Mianwali        | 5.840       | 1.798.268          | 308                | Sargodha        |
| 22  | Multan          | Multan          | 3.720       | 5.362.305          | 1.441              | Multan          |
| 23  | Muzaffargarh    | Muzaffargarh    | 8.249       | 5.015.325          | 608                | Dera Ghazi Khan |
| 24  | Nankana Sahib   | Nankana Sahib   | 2.216       | 1.634.871          | 738                | Lahore          |
| 25  | Narowal         | Narowal         | 2.337       | 1.950.954          | 835                | Gujranwala      |
| 26  | Nankana Sahib   | Nankana Sahib   | 2.960       | 1.356.374          | 458                | Lahore          |
| 27  | Okara           | Okara           | 4.377       | 3.515.490          | 803                | Sahiwal         |
| 28  | Pakpattan       | Pakpattan       | 2.724       | 2.136.170          | 784                | Sahiwal         |
| 29  | Rahimyar Khan   | Rahimyar Khan   | 11.880      | 5.564.703          | 486                | Bahawalpur      |
| 30  | Rajanpur        | Rajanpur        | 12.319      | 2.381.049          | 193                | Dera Ghazi Khan |
| 31  | Rawalpindi      | Rawalpindi      | 5.286       | 6.118.911          | 1.158              | Rawalpindi      |
| 32  | Sahiwal         | Sahiwal         | 3.201       | 2.881.811          | 900                | Sahiwal         |
| 33  | Sargodha        | Sargodha        | 5.854       | 4.334.448          | 740                | Sargodha        |
| 34  | Sheikhupura     | Sheikhupura     | 3.744       | 4.049.418          | 1.082              | Lahore          |
| 35  | Sialkot         | Sialkot         | 3.016       | 4.499.394          | 1.492              | Gujranwala      |
| 36  | Toba Tek Singh  | Toba Tek Singh  | 3.252       | 2.511.963          | 772                | Faisalabad      |
| 37  | Vehari          | Vehari          | 4.364       | 3.430.421          | 786                | Multan          |

## Geschichte
Mit der Teilung Indiens kam 1947 der größere westliche Teil Punjabs mit der Hauptstadt Lahore zum neuen Staat Pakistan. Bei dieser Teilung kam es zu bürgerkriegsartigen Zuständen: Hindus flohen nach Osten und Moslems nach Westen. Beide Seiten verübten über mehrere Wochen zahlreiche Massaker an der jeweils anderen Gruppe.